# Championnat du Danemark de football 2023-2024
Navigation
Édition précédente Édition suivante
| \| Aarhus Brøndby Copenhague Lyngby Hvidovre Midtjylland Nordsjælland Odense Randers Silkeborg Vejle Viborg \| Localisation des clubs engagés dans le championnat. |
| Aarhus Brøndby Copenhague Lyngby Hvidovre Midtjylland Nordsjælland Odense Randers Silkeborg Vejle Viborg                                                           |

La saison 2023-2024 de Superliga est la cent-onzième édition de la première division danoise. Elle oppose les douze meilleurs clubs du Danemark en une série de vingt-quatrejournées suivie de barrages, servant à déterminer le champion, les clubs qualifiés pour les compétitions européennes ainsi que les équipes reléguées. Lors de cette saison, le FC Copenhague défend son titre face à onze autres équipes dont deux promus de deuxième division.

## Participants
Légende des couleurs
- Deuxième tour de qualification de la Ligue des champions 2023-2024
- Troisième tour de qualification de la Ligue Europa Conférence 2023-2024
- Deuxième tour de qualification de la Ligue Europa Conférence
- Promu de deuxième division

| Club            | Présent depuis | Classement 2022-2023 | Stade               | Capacité théorique |
| --------------- | -------------- | -------------------- | ------------------- | ------------------ |
| FC Copenhague   | 1992           | 1                    | Parken              | 38 065             |
| FC Nordsjælland | 2002           | 2                    | Farum Park          | 9 900              |
| AGF Aarhus      | 2015           | 3                    | Ceres Park          | 20 032             |
| Viborg FF       | 2021           | 4                    | Energi Viborg Arena | 9 566              |
| Brøndby IF      | 1982           | 5                    | Brøndby Stadion     | 29 000             |
| Randers FC      | 2012           | 6                    | AutoC Park Randers  | 12 000             |
| FC Midtjylland  | 2000           | 7                    | MCH Arena           | 11 809             |
| OB Odense       | 1999           | 8                    | TRE-FOR Park        | 15 633             |
| Silkeborg IF    | 2021           | 9                    | JYSK Park           | 10 000             |
| Lyngby BK       | 2019           | 10                   | Lyngby Stadion      | 10 000             |
| Vejle BK        | 2023           | 1 (D2)               | Vejle Stadion       | 10 418             |
| Hvidovre IF     | 2023           | 2 (D2)               | Hvidovre Stadion    | 12 000             |

## Règlement
Le classement est basé sur le barème de points classique, une victoire valant trois points, un match nul un seul et une défaite aucun. En cas d'égalité de points, les équipes concernées sont d'abord départagées sur la base de la différence de buts générale puis du nombre de buts marqués et enfin du nombre de buts marqués à l'extérieur. Si l'égalité persiste après application de ces critères, les équipes concernées sont départagées soit par tirage au sort si les places disputées n'ont aucune influence particulière, soit par un match d'appui sur terrain neutre si une des places disputées est qualificative pour une compétition européenne, le titre de champion ou la relégation.

## Phase préliminaire

### Classement
| Rang | Équipe          | Pts | J  | G  | N | P  | Bp | Bc | Diff |
| ---- | --------------- | --- | -- | -- | - | -- | -- | -- | ---- |
| 1    | FC Midtjylland  | 48  | 22 | 15 | 3 | 4  | 43 | 23 | +20  |
| 2    | Brøndby IF      | 47  | 22 | 14 | 5 | 3  | 44 | 20 | +24  |
| 3    | FC Copenhague T | 45  | 22 | 14 | 3 | 5  | 45 | 23 | +22  |
| 4    | FC Nordsjælland | 37  | 22 | 10 | 7 | 5  | 35 | 21 | +14  |
| 5    | AGF Aarhus      | 36  | 22 | 9  | 9 | 4  | 26 | 21 | +5   |
| 6    | Silkeborg IF C  | 27  | 22 | 8  | 3 | 11 | 28 | 32 | -4   |
| 7    | OB Odense       | 24  | 22 | 6  | 6 | 10 | 25 | 32 | -7   |
| 8    | Lyngby BK       | 23  | 22 | 6  | 5 | 11 | 27 | 39 | -12  |
| 9    | Viborg FF       | 23  | 22 | 6  | 5 | 11 | 24 | 37 | -13  |
| 10   | Randers FC      | 23  | 22 | 5  | 8 | 9  | 23 | 37 | -14  |
| 11   | Vejle BK P      | 19  | 22 | 4  | 7 | 11 | 19 | 26 | -7   |
| 12   | Hvidovre IF P   | 11  | 22 | 2  | 5 | 15 | 17 | 45 | -28  |

|  | Qualification pour les barrages de championnat                                           |
|  | Qualification pour les barrages de qualification                                         |
|  | T : Tenant du titre C : Vainqueur de la Coupe du Danemark P : Promu de deuxième division |

## Deuxième phase

### Groupe championnat
Les points et buts marqués lors de la phase championnat sont retenus en totalité. À l'issue de cette phase, le premier au classement remporte le championnat et se qualifie pour le deuxième tour de qualification de la Ligue des champions 2024-2025, le deuxième se qualifie pour le deuxième tour de qualification de la Ligue Europa Conférence 2024-2025, le troisième se qualifie pour un match d'appui face au premier du barrage de relégation. Le vainqueur de la Coupe du Danemark se qualifie pour le premier tour de qualification de la Ligue Europa 2024-2025.

#### Classement
| Rang | Équipe          | Pts | J  | G  | N  | P  | Bp | Bc | Diff |
| ---- | --------------- | --- | -- | -- | -- | -- | -- | -- | ---- |
| 1    | FC Midtjylland  | 63  | 32 | 19 | 6  | 7  | 62 | 43 | +19  |
| 2    | Brøndby IF      | 62  | 32 | 18 | 8  | 6  | 60 | 35 | +25  |
| 3    | FC Copenhague T | 59  | 32 | 18 | 5  | 9  | 64 | 38 | +26  |
| 4    | FC Nordsjælland | 58  | 32 | 16 | 10 | 6  | 60 | 34 | +26  |
| 5    | AGF Aarhus      | 44  | 32 | 11 | 11 | 10 | 42 | 46 | -4   |
| 6    | Silkeborg IF C  | 36  | 32 | 10 | 6  | 16 | 39 | 50 | -11  |

Qualifications européennes
Ligue des champions 2024-2025
- 1er : deuxième tour de qualification

Ligue Europa 2024-2025
- C : deuxième tour de qualification

Ligue Europa Conférence 2024-2025
- 2e : deuxième tour de qualification
- 3e : barrages européens

Abréviations

### Barrages de relégation
Les points et buts marqués lors de la phase championnat sont retenus en totalité. À l'issue de cette phase, les deux derniers sont relégués directement en deuxième division. Le premier dispute un match de barrage pour une qualification en Ligue Europa Conférence 2024-2025.

#### Classement
| Rang | Équipe        | Pts | J  | G  | N  | P  | Bp | Bc | Diff |
| ---- | ------------- | --- | -- | -- | -- | -- | -- | -- | ---- |
| 7    | Randers FC    | 41  | 32 | 10 | 11 | 11 | 41 | 49 | -8   |
| 8    | Viborg FF     | 40  | 32 | 11 | 7  | 14 | 38 | 48 | -10  |
| 9    | Vejle BK P    | 36  | 32 | 9  | 9  | 14 | 32 | 36 | -4   |
| 10   | Lyngby BK     | 36  | 32 | 9  | 9  | 14 | 39 | 53 | -14  |
| 11   | OB Odense     | 32  | 32 | 8  | 8  | 16 | 37 | 48 | -11  |
| 12   | Hvidovre IF P | 20  | 32 | 4  | 8  | 20 | 27 | 61 | -34  |

Qualifications européennes
- 7e : barrages européens

Relégation en deuxième division
- 11e et 12e : relégation

Abréviations

### Barrage européen
Le barrage oppose le troisième des barrages de championnat au premier des barrages de relégation. Le vainqueur se qualifie pour le deuxième tour de qualification de la Ligue Europa Conférence 2024-2025.
| Club          | Score | Club       |
| ------------- | ----- | ---------- |
| FC Copenhague | 2 - 1 | Randers FC |

Légende des couleurs
- Qualification pour le deuxième tour de qualification de la Ligue Conférence 2024-2025.